# Raionul Odessos (Varna)

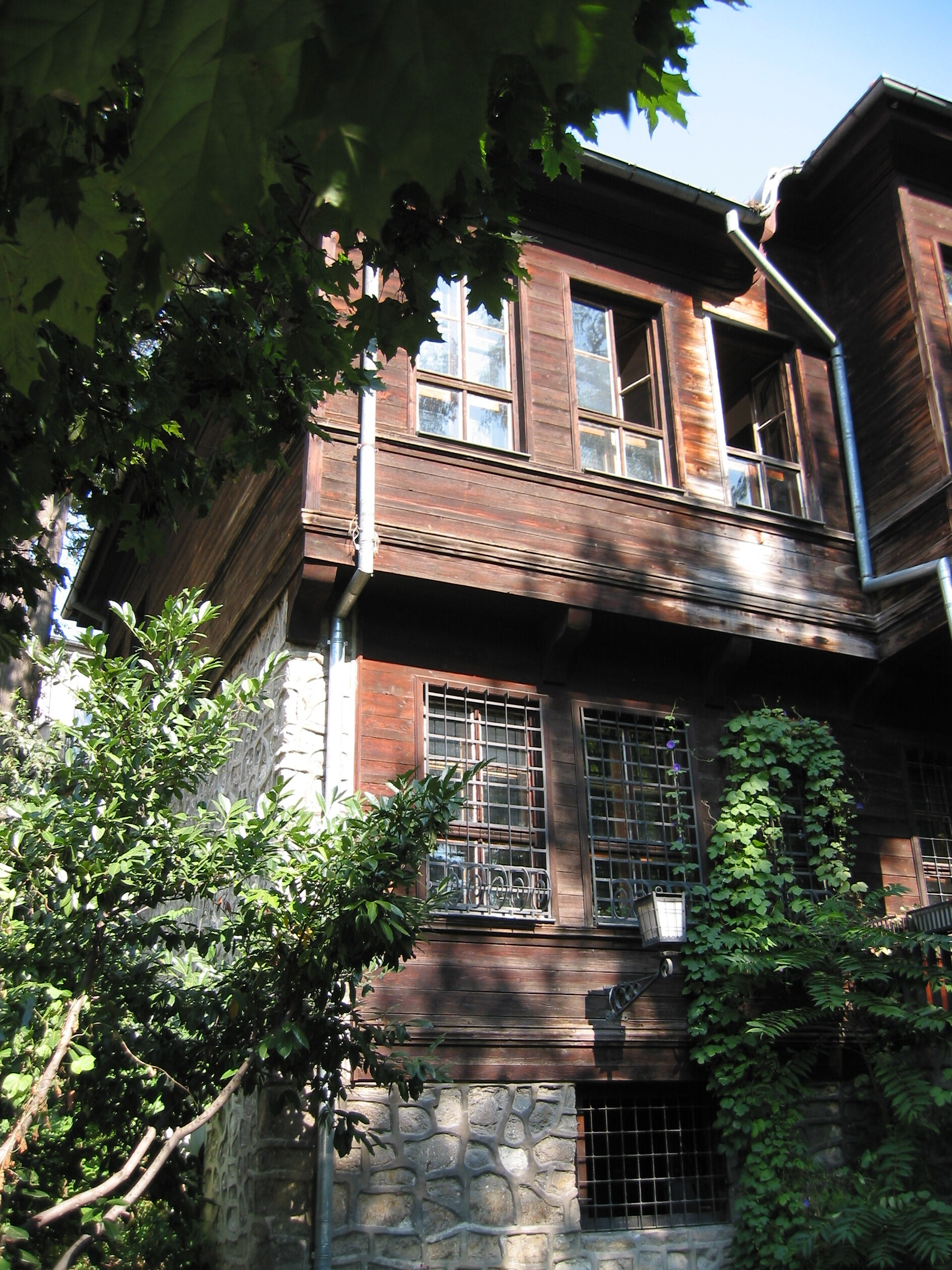
Casă din timpul Renașterii Bulgare

Regiunea Odessos este una dintre regiunile municipiului Varna, cu o populație de 82.784 de persoane desemnate de Adunarea Națională a Bulgariei în conformitate cu Legea privind diviziunea teritorială a municipiului și orașe din Sofia. 
Acesta este situat în partea centrală a orașului Varna și include centrul orașului și cartierul Hristo Botev. Acesta este situat în partea istorică a Varnei, iar descoperiri arheologice se petrec deseori în teritoriul raionului. Zona este cunoscută pentru monumentele sale arheologice și culturale , cum ar fi Termele Romane, cele mai vechi biserici din zonă, „Sf Fecioara Maria”, „Sf. Atanasii” și șase muzee: Muzeul Arheologic Varna, Muzeul Naval, Casa Memorială Georgi Velchev, Muzeul de Istorie Contemporană, Muzeul Renașterii și Muzeul Etnografic. Printre atracțiile culturale ale regiunii se numără Clubul Militar și Festivalul și Congresul, Opera și Teatrul din Varna, precum și teatrul de păpuși.
În zonă au fost construite multe școli primare și unele școli secundare.
Aici se află de asemenea Episcopia Preslavului, Administrația Regională, Direcția Regională de Poliție, sediul Marinei Bulgare și Amiralitatea.